# Kurdistan TV
Kurdistan TV er en kurdisk satellitkanal i Kurdistan (Irak), som tilhører KDP.
Kanalens europæiske kontorer ligger i Holland og Tyskland.
Programmerne sendes mest på kurdisk, men tyrkisk og arabisk bliver også brugt i enkelte programmer.
Kurdistan TV startede i 1999 og var den første tv-station i Kurdistan (Irak).
| Fjernsyn | Spire Denne artikel om en tv-kanal er en spire som bør udbygges. Du er velkommen til at hjælpe Wikipedia ved at udvide den. |